# Șieu (Bistrița-Năsăud)
Șieu è un comune della Romania di 3186 abitanti, ubicato nel distretto di Bistrița-Năsăud, nella regione storica della Transilvania.
Il comune è formato dall'unione di 4 villaggi: Ardan, Posmuș, Șieu, Șoimuș.